# یوری فدوتوف
یوری فدوتوف (روسی: Ю́рий Ви́кторович Федо́тов؛ زادهٔ ۱۴ دسامبر ۱۹۴۷ – درگذشتهٔ ۱۶ ژوئن ۲۰۲۲) یک سیاستمدار عالی‌رتبه اهل روسیه بود. او از ۹ ژوئیه ۲۰۱۰ به عنوان مدیر اجرایی دفتر مقابله با مواد مخدر و جرم سازمان ملل متحد و معاون دبیرکل سازمان ملل متحد خدمت کرده‌است.
وی همچنین برندهٔ جوایزی همچون نشان دوستی شده‌است.

## زندگی
فدوتوف در ۱۴ دسامبر ۱۹۴۷ در روسیه متولد شد. از مؤسسه دولتی روابط بین‌الملل مسکو در سال ۱۹۷۱ فارغ‌التحصیل شد.
او در سفارتخانه‌های شوروی در الجزایر و هند مشغول به کار بوده‌است.
در سال ۲۰۰۲ او معاون وزیر امور خارجه روسیه شد و این پست را تا سال ۲۰۰۵ حفظ کرد.
از سال ۲۰۰۵ تا سال ۲۰۱۰، سفیر روسیه در دادگاه سنت جیمز شد.
از ۹ ژوئیه ۲۰۱۰ مدیر اجرایی دفتر مقابله با مواد مخدر و جرم سازمان ملل متحد است.